# Supercoppa polacca 1995 (pallavolo maschile)
La Supercoppa polacca 1995 si è svolta l'8 aprile 1995: al torneo hanno partecipato due squadre di club polacche e la vittoria finale è andata per la prima volta all'AZS Częstochowa.

## Regolamento
Le squadre hanno disputato una gara unica.

## Squadre partecipanti
| Squadra               | Qualificazione                    | Ultima partecipazione |
| --------------------- | --------------------------------- | --------------------- |
| AZS Częstochowa       | Vincitrice I liga seria A 1994-95 | Debutto               |
| Morze Bałtyk Szczecin | ?                                 | Debutto               |

## Torneo
| 9 aprile 1995 ?, Stettino Durata: ? - Spettatori: ? | AZS Częstochowa | 3 - 0 | Morze Bałtyk Szczecin | 15-11, 15-5, 15-8 |